# Valentina Murabito

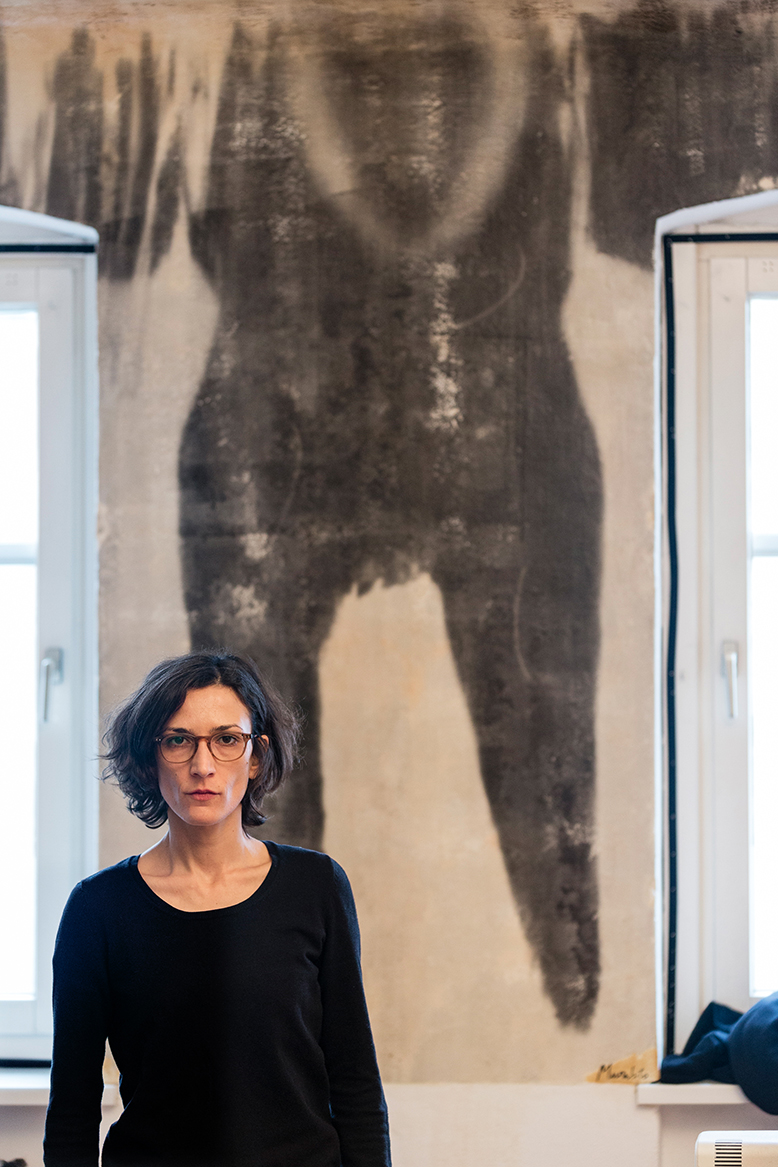
Valentina Murabito in ihrem Atelier vor ihrer auf der Wand entwickelten Analogfotografie „Geier“ (Berlin, 2016)

Valentina Murabito (* 28. September 1981 in Giarre) ist eine italienische Fotografin und visuelle Künstlerin. Ihre fotografischen Werke sind ein Hybrid aus verschiedenen Kunstformen, die sich in der experimentellen Analogfotografie vereinen.

## Leben

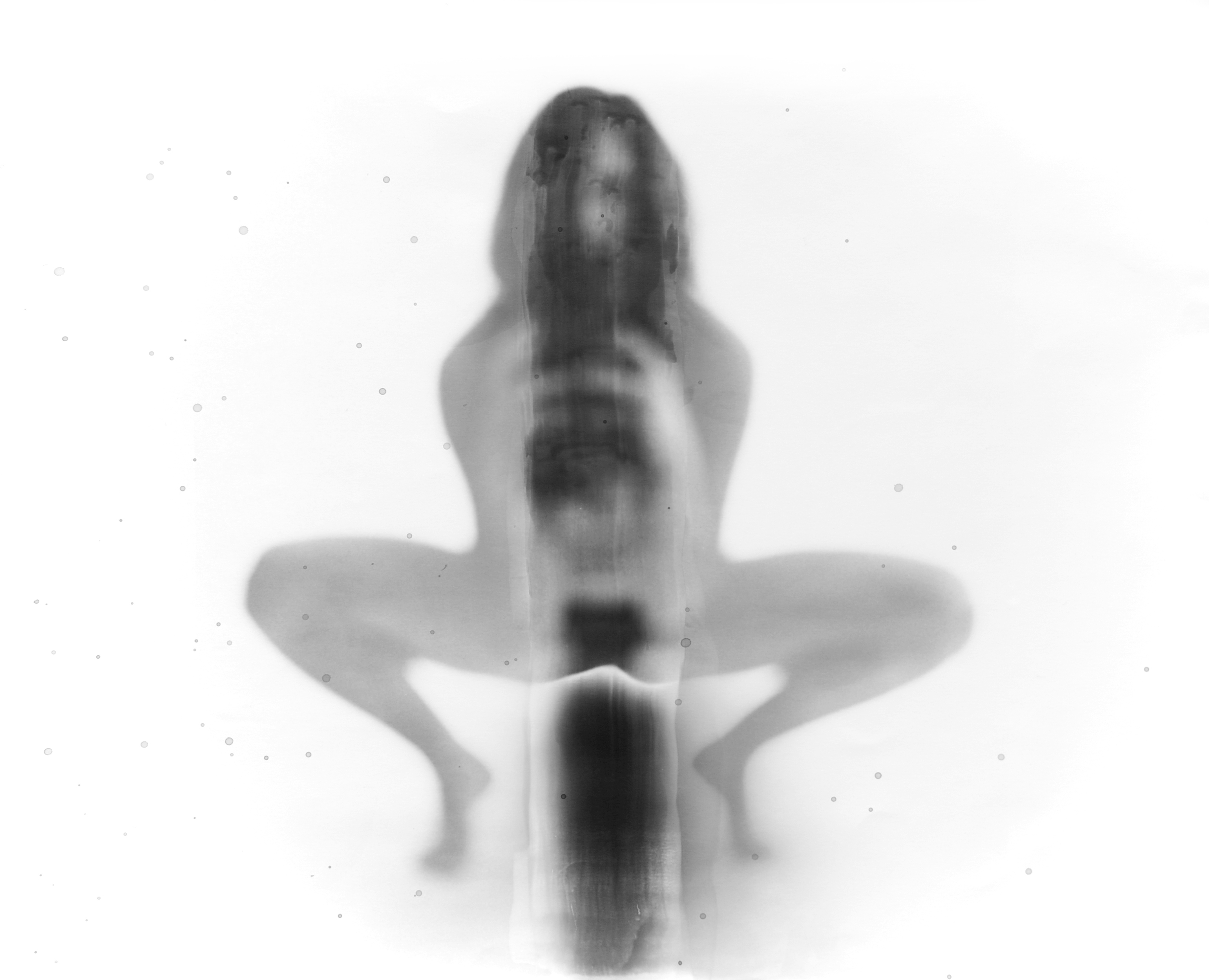
Selbstporträt. Studie Nr. 3, 60 × 50 cm, analog s/w Fotografie, Handabzug auf Barytpapier, Unikat, 2013, Privatsammlung München

Valentina Murabito ist auf Sizilien geboren. In der Schule lernte sie Altgriechisch, Latein und Philosophie. Von 2004 bis 2009 studierte sie Grafik an der Accademia di Belle Arti in Catania, wo sie sowohl moderne Grafiksoftware, als auch alte Verfahren wie Xylografie, Lithografie, und Fotografie erlernte. 2008 gewann sie zwei Stipendien, um an der Moholy-Nagy-Universität für Kunsthandwerk und Gestaltung in Budapest Fotografie zu studieren. In dieser Zeit entstand ihre erste große Serie „Melankólikus“, die Videoart, Fotografie und Videodokumentation zusammenführt. Sie schloss ihr Studium mit Auszeichnung ab.
2009 ist Valentina Murabito der Philosophie willen nach Deutschland gekommen und lebt heute in Berlin. 

## Themen & Technik
Valentina Murabito kreiert in ihren Bildern „Zwischenwesen“, die in keine determinierte Kategorie passen, Hybride aus Mann und Frau, Mensch und Tier. Sie spielt mit den Geschlechterrollen und stellt den Begriff der Identität in Frage. (ARTE Fernsehbeitrag, 19. Januar 2017).
Sie experimentiert mit der Analogfotografie, indem sie zum Beispiel die fotografische Oberfläche auflöst, um sie wie eine Haut zu formen oder wie trockene Erde zu brechen. Die Künstlerin entwickelt ihre fotografischen Werke per Hand auf Barytpapier, Aquarellpapier, Holz, Stahl, Beton und Wandflächen. Ihre Werke öffnen einen Dialog mit der Malerei und Bildhauerei und sind Unikate.
Valentina Murabitos Ästhetik nimmt Bezug auf Recherchen der Fotopioniere wie Eadward Muybridge. Ihre Werke versuchen, die Grenzen der Fotografie zu überschreiten, indem sie ihr Verhältnis zum Realen in Frage stellen. Wie R. Hanselle im fotoMagazin geschrieben hat, sind sie „Verzauberung und Transzendenz“.

## Ausstellungen & Sammlungen
Valentina Murabitos Arbeiten befinden sich in der Sammlung SpallArt in Salzburg, Österreich und weiteren Privatsammlungen international.
Ihre Werke zeigten europaweit u. a. der Stift Klosterneuburg in Österreich, das Museum Delizia Estense del Verginese (UNESCO) und die Ungarische Akademie Roms in Italien und die Städtische Galerie Rosenheim in Deutschland.

## Publikationen
- "Il corpo solitario. L'autoscatto nella fotografia contemporanea – vol. III", Buch, Rubbettino Editore, Italien, 2020
- "Magie der Stille", Katalog, S. 32, Germany, 2018
- "MENSCHENsKINDER", Katalog, S. 160, Germany, 2018
- „Emerging Artists worth investing in“, S.250, 2017 (Buch hrsg. von Exibart Editions)
- „Artgeschoss 2017“, S. 93, 2017 (Katalog)
- „Die Aura ist zurück“, S.78, 2016 (Katalog, im Archiv der Akademie der Künste, Berlin)
- „Who Art You?“, S.150, 2015 (Katalog)
- „III° National Prize for Painting and Photography Paola Occhi“, S.130, 2014 (Katalog)
- „LVIII° National Prize for Contemporary Art Basilio Cascella“, S.88, 2014 (Katalog)
- „Veramiglia Contest 2014“, S.60, 2014 (Katalog)
- „FORM-A (R) T“, S.59, 2014 (Katalog)
- „Astrazioni dal quotidiano“, S.25, 2007 (Katalog)